# Thatcham
Thatcham è una cittadina di 22 824 abitanti della contea del Berkshire, in Inghilterra.

## Amministrazione

### Gemellaggi
- Nideggen, Germania